# Estínfalo (hijo de Licaón)
En la mitología griega, Estínfalo fue un hijo de Licaón, el sacrílego rey de Arcadia que fue convertido en lobo por Zeus en castigo por realizar sacrificios humanos. Sus hijos heredaron su crueldad, hasta tal punto que el mismo Zeus se dirigió a su palacio, disfrazado de mendigo o de agricultor, para comprobar si eran ciertos los rumores sobre sus atrocidades. Habiendo presenciado signos sobre la divinidad de su huésped, los hijos de Licaón decidieron asesinar a un niño de los nativos, o al menor de sus hermanos, Níctimo, y servírselo de cena, mezclado con entrañas de animales, para así comprobar si era o no un dios. Pero Zeus, dándose enseguida cuenta de lo abominable del manjar, devolvió a la vida a Níctimo y fulminó con sus rayos a sus asesinos.